# Gyranusoidea dispar
Gyranusoidea dispar är en stekelart som först beskrevs av Kerrich 1953.  Gyranusoidea dispar ingår i släktet Gyranusoidea och familjen sköldlussteklar. Inga underarter finns listade i Catalogue of Life.